# Калинга (государство)

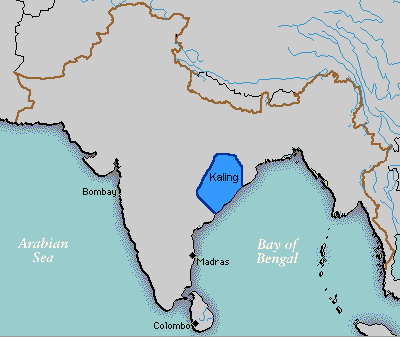
Калинга в 265 году до н. э.

Кали́нга — древнее государство на востоке Индии (территория современного штата Орисса), известное с VII века до н. э. Около 260 года до н. э. Калинга была завоёвана Ашокой в результате кровопролитной войны и присоединена к империи Маурьев. Около 220 года до н. э. восстановила независимость. Наивысшего расцвета достигла в правление Кхаравелы (II или I век до н. э.), который совершил ряд успешных военных походов и подчинил даже Магадху. При преемниках Кхаравелы Калинга потеряла былое могущество.
Население Калинги говорило на одном из дравидийских языков.
В VII веке н. э., по свидетельству китайского путешественника Сюань-цзана, территория Калинги обезлюдела и заросла джунглями. В VIII веке была присоединена к царству бенгальской династии Пала. Тогда же или немного ранее основным языком на её территории стал близкий бенгальскому язык ория.